# Pinja vas
Pinja vas (nemško Albersdorf) je naselje v Občini Škofiče v Okraju Celovec-dežela na Koroškem v Avstriji.